# Championnat de Belgique de football de deuxième division 2009-2010
Navigation
Saison précédente Saison suivante
Le Championnat de Belgique de football D2 2009-2010 fut la compétition du 2e niveau professionnel du football belge. Cette saison fut la 2e et dernière pendant laquelle la compétition porta le nom commercial d'Exqi League. En octobre 2010, les accords avec la société Alphacam furent cessés de commun accord avec effet immédiat.
Candidat au titre ouvertement déclaré, le Lierse (qui a reçu l'aide d'un nouvel investisseur égyptien) se heurta à la résistance de plusieurs clubs dont Mons et Eupen. Finalement le club lierrois émergea et retrouva la D1, grâce entre autres à l'apport de l'attaquant canadien Tomasz Radzinski (ex-Anderlecht).
Peu avant la fin de la phase classique de 36 matches, le KSK Beveren qui connaissait de sérieuses difficultés financières choisit de retirer son dossier de licence pour le football rémunéré. Le Matricule 2300 devait donc redescendre volontairement en Division 3. Des négociations avec le KV Red Star Waasland évoluèrent positivement et  furent très proches d'aboutir à une fusion. Le but était de conserver un club professionnel au stade du Freethiel. Mais en raison des délais impartis par les règlements de l'URBSFA, la fusion ne pouvait plus être entérinée à temps pour être valide au début de la saison suivante. Officiellement, le matricule 2300 disparut, et le KV Red Star Waasland changea sa dénomination en KV Red Star Waasland-Beveren tout en déménageant au « Freethiel ». Familièrement, ce club est nommé « Waasland-Beveren », mais vis-à-vis de la fédération la mention « KV Red Star » figure toujours dans son appellation.
À la suite de ce qui précède et donc du renoncement de Beveren (2300), la Fédération belge décida de modifier le Tour final D2/D3 en n'y envoyant qu'un barragiste de Division 2. Le tour final D2-D3 se joua donc avec sept équipes au lieu de huit. Le KV Turnhout (matricule 148) fut sauvé par cette mesure et put donc disputer une 47e saison en D2 et égaler le record de l'ancien K. St-Niklase SK Excelsior (matricule 221), disparu en 2000.
Lors du tour final pour la montée en Division 1, l'AS Eupen créa la surprise et décrocha sa place parmi l'élite pour la première fois de son histoire.

## Réforme du championnat
À la suite de la réforme du Championnat de Division 1, la « Ligue Nationale » regroupant les clubs de Division 2 fut contrainte d'adapter certaines prescriptions réglementaires:
- Le Champion de Division 2, au terme de la phase classique de 36 matches, reste promu en Division 1, à condition que le club concerné soit en ordre de licence pour la plus haute division.
- Compte tenu du fait que pour cette saison 2009-2010, la Division 2 comportait un nombre impair d'équipes (19), le système de tranches ne fut pas appliqué. Les clubs classés aux 2e, 3e et 4e places au terme de la phase classique de 36 matches participèrent au tour final en compagnie du 15e classé de la D1. La participation au tour final n'était autorisée qu'aux clubs en ordre de licence pour la plus haute division.

- Les équipes classées aux 18e et 19e places seraient reléguées en Division 3.
- Les équipes classées aux 16e et 17e places devaient participer au tour final D2-D3. Cette dernière prescription fut adaptée à la suite du renoncement de Beveren (voir ci-dessus).

## Clubs participants
| 2008-2009     | Club                            | Ville         | Entraîneurs             |
| ------------- | ------------------------------- | ------------- | ----------------------- |
| D1 (15e)      | FC Verbroedering Dender EH*     | Denderleeuw   | Patrick Asselman        |
| D1 (17e)      | AFC Tubize                      | Tubize        | Felice Mazzu            |
| D1 (18e)      | R. AEC Mons                     | Mons          | Rudy Cossey             |
| 2             | K. Lierse SK*                   | Lierre        | Herman Helleputte       |
| 3             | R. Antwerp FC*                  | Anvers        | Ratko Svilar            |
| 4             | KV Red Star Waasland**          | Saint-Nicolas | Bart De Roover          |
| 5             | R. FC Tournai**                 | Tournai       | Christophe Denie        |
| 6             | K. VK Tienen                    | Tirlemont     | Daniel Nassen           |
| 7             | KV Oostende                     | Ostende       | Thierry Pister          |
| 8             | K. SK Ronse                     | Renaix        | Dirk Geeraerd           |
| 9             | K. VSK Overpelt-Lommel          | Lommel        | Franky Van der Elst     |
| 10            | FC Molenbeek Brussels Strombeek | Bruxelles     | Christophe Dessy        |
| 11            | R. FC de Liège                  | Liège         | Raphaël Quaranta        |
| 12            | Oud-Heverlee Leuven             | Louvain       | Jean-Pierre Vande Velde |
| 13            | K. SK Beveren                   | Beveren       | Johan Boskamp           |
| 14            | K. AS Eupen                     | Eupen         | Dany Ost                |
| D3A (1er)     | K. Standaard Wetteren           | Wetteren      | Wim De Corte            |
| D3B (1er)     | KV Turnhout                     | Turnhout      | René Desaeyere          |
| D3A ( 3e) *** | R. Boussu Dour Borinage         | Boussu        | Michel Wintacq          |

* Perdants du tour final 2008-09

** Perdants du tour final préliminaire 2008-09

*** Vainqueur du tour final 2008-09 pour la montée/le maintien en D2.

### Localisation des clubs participants
| \| Antwerp Turnhout Beveren Waasland Dender Wetteren Ronse Oostende Brussels OH Leuven Tubize Tienen Lommel RBDB Mons Tournai RFC · de Liège AS Eupen \| Localisation des clubs engagés en Division 2 2009-2010 |
| Antwerp Turnhout Beveren Waasland Dender Wetteren Ronse Oostende Brussels OH Leuven Tubize Tienen Lommel RBDB Mons Tournai RFC · de Liège AS Eupen                                                              |

## Classement final
| Rang | Équipe                          | Pts | J  | G  | N  | P  | Bp | Bc | Diff |
| ---- | ------------------------------- | --- | -- | -- | -- | -- | -- | -- | ---- |
| 1    | K. LIERSE SK                    | 75  | 36 | 21 | 12 | 3  | 62 | 31 | +31  |
| 2    | K. VSK Overpelt-Lommel          | 70  | 36 | 20 | 10 | 6  | 55 | 27 | +28  |
| 3    | R. AEC Mons                     | 66  | 36 | 19 | 9  | 8  | 56 | 32 | +24  |
| 4    | K. AS Eupen                     | 60  | 36 | 16 | 12 | 8  | 56 | 37 | +19  |
| 5    | R. Boussu Dour Borinage         | 53  | 36 | 13 | 14 | 9  | 46 | 43 | +3   |
| 6    | KV Red Star Waasland            | 52  | 36 | 13 | 13 | 10 | 46 | 49 | -3   |
| 7    | KV Oostende                     | 51  | 36 | 12 | 15 | 9  | 49 | 45 | +4   |
| 8    | R. Antwerp FC                   | 47  | 36 | 10 | 17 | 9  | 55 | 53 | +2   |
| 9    | Oud-Heverlee Leuven             | 45  | 36 | 11 | 12 | 13 | 50 | 66 | -16  |
| 10   | K. Standaard Wetteren           | 44  | 36 | 12 | 8  | 16 | 48 | 59 | -11  |
| 11   | R. FC Tournai                   | 44  | 36 | 11 | 11 | 14 | 50 | 51 | -1   |
| 12   | K. VK Tienen                    | 43  | 36 | 11 | 10 | 15 | 44 | 58 | -14  |
| 13   | FC Verbroedering Dender EH      | 43  | 36 | 10 | 13 | 13 | 45 | 49 | -4   |
| 14   | FC Molenbeek Brussels Strombeek | 42  | 36 | 11 | 9  | 16 | 47 | 53 | -6   |
| 15   | AFC Tubize                      | 42  | 36 | 9  | 15 | 12 | 41 | 41 | 0    |
| 16   | KV Turnhout (*)                 | 41  | 36 | 10 | 11 | 15 | 50 | 57 | -7   |
| 17   | K. SK Ronse                     | 39  | 36 | 10 | 9  | 17 | 51 | 57 | -6   |
| 18   | K. SK Beveren                   | 36  | 36 | 8  | 12 | 16 | 37 | 55 | -18  |
| 19   | R. FC de Liège                  | 23  | 36 | 5  | 8  | 23 | 23 | 60 | -37  |

Légendes et abréviations
- Champion et promotion en D1
- Barrages de promotion
- Barrages de maintien
- Relégation en D3 : à la suite de la disparition de l'Excelsior Mouscron en D1 et pour équilibrer les différentes divisions, il n'y a qu'un relégué direct vers la D3 au terme de la saison 2009-2010.

 : Relégué de Division 1 depuis la saison 2008-2009

 : Promu de Division 3 depuis la saison 2008-2009

- (*) Initialement deux équipes devaient être barragistes. Étant donné le renoncement du K. SK Beveren qui n'a retiré sa demande de licence pour le football rémunéré et choisi de descendre volontairement en D3, l'URBSFA décida qu'un seul club participerait aux barrages pour le maintien (Le Tour Final D2/D3 se joua à 7 au lieu de8).

### Tableau des rencontres du championnat
| Résultats (▼dom., ►ext.)                                   | ANT | BEV | RBD | FCB | DEN | EUP | FCL | LSK | LOM | OHL | MON | OST | REN | TIR | TOU | TUB | TUR | RSW | WET |
| Royal Antwerp FC                                           |     | 3-1 | 3-3 | 1-3 | 1-3 | 1-1 | 2-0 | 0-1 | 1-1 | -   | 0-0 | 0-3 | 1-1 | 3-1 | 3-3 | 2-1 | 2-0 | 2-0 | 2-1 |
| KSK Beveren                                                | 2-2 |     | 2-2 | 2-2 | 2-3 | 1-1 | 1-0 | 0-0 | 0-0 | 2-0 | 0-1 | 4-1 | 1-2 | 0-0 | 1-0 | 1-0 | -   | 1-2 | 1-1 |
| Royal Boussu Dour Borinage                                 | -   | 2-1 |     | -   | 3-2 | 0-0 | 0-0 | 1-3 | 1-1 | -   | -   | -   | 2-0 | 0-0 | -   | 1-2 | 1-1 | 2-1 | 2-1 |
| FC Brussels                                                | 3-3 | 0-1 | 2-2 |     | 4-1 | -   | 1-3 | 0-0 | 2-1 | 1-2 | -   | 5-3 | 3-0 | 0-1 | 1-0 | 2-1 | -   | 2-2 | 2-0 |
| FCV Dender EH                                              | -   | 1-0 | 0-0 | 0-1 |     | 0-1 | 2-1 | 1-1 | 0-2 | -   | 0-2 | -   | 2-1 | 3-3 | 3-0 | -   | 3-3 | 2-1 | 1-3 |
| AS Eupen                                                   | 1-1 | 3-0 | -   | 2-1 | -   |     | 1-1 | -   | 2-1 | 0-2 | -   | 1-1 | 3-3 | 2-1 | 2-2 | 1-0 | 2-1 | 4-0 | 3-0 |
| RFC Liège                                                  | 0-3 | 1-1 | -   | 2-0 | -   | 0-1 |     | 0-3 | 0-2 | 1-4 | 0-2 | 1-1 | -   | 0-1 | 1-0 | -   | 1-1 | 0-1 | -   |
| Lierse SK                                                  | 2-2 | 4-0 | -   | -   | 0-1 | 2-2 | 3-1 |     | -   | 5-0 | 1-1 | 0-0 | 2-2 | 4-3 | 2-0 | 2-3 | -   | -   | 4-2 |
| KVSK United O-L                                            | 1-1 | -   | 2-1 | 2-0 | 1-0 | 1-1 | 2-0 | 1-1 |     | 3-0 | 2-0 | 2-1 | -   | 2-0 | 3-1 | 2-1 | 2-0 | 0-1 | 0-1 |
| Oud-Heverlee Louvain                                       | 1-1 | 4-1 | 1-0 | 1-1 | 2-0 | 3-1 | -   | 1-3 | 3-6 |     | 0-5 | -   | 1-3 | -   | 0-0 | 1-1 | 1-1 | -   | 3-2 |
| RAEC Mons                                                  | 0-0 | 1-0 | 1-2 | 2-1 | 1-1 | 2-1 | 1-0 | 1-1 | -   | 1-1 |     | -   | 2-1 | -   | 2-3 | 2-1 | 1-2 | 4-1 | 4-1 |
| KV Ostende                                                 | -   | 1-1 | 1-0 | 2-0 | 2-2 | -   | 5-0 | -   | 0-0 | 1-1 | 0-1 |     | 2-0 | 3-1 | 0-2 | 1-2 | 1-0 | -   | -   |
| Renaix                                                     | 2-2 | 4-0 | 2-0 | 0-0 | 0-2 | 0-3 | 3-1 | 1-2 | 1-2 | -   | 0-1 | 1-1 |     | 2-1 | 2-1 | 1-2 | 1-5 | 3-1 | 1-2 |
| KVK Tirlemont                                              | 4-3 | -   | 1-1 | 1-0 | 0-0 | 0-5 | 2-1 | 0-1 | -   | 5-0 | 0-2 | 2-2 | -   |     | -   | 0-2 | 3-1 | 4-1 | 0-0 |
| RFC Tournai                                                | 1-1 | 2-1 | 3-1 | 1-1 | 0-0 | 2-1 | 0-1 | -   | 0-1 | 3-1 | 2-1 | 1-2 | -   | 4-2 |     | -   | 4-4 | 3-3 | 3-3 |
| AFC Tubize                                                 | 1-2 | 0-0 | 1-1 | -   | 2-2 | 1-2 | 0-0 | 1-1 | 0-1 | 1-1 | -   | 0-0 | 2-2 | 3-0 | 0-0 |     | 0-0 | 0-0 | 4-2 |
| KV Turnhout                                                | 3-1 | 0-0 | 1-2 | 1-2 | 0-0 | 0-1 | -   | 2-1 | 2-4 | 2-1 | -   | 1-3 | -   | 1-1 | 4-3 | 0-2 |     | 2-1 | 1-3 |
| KV Red Star Waasland                                       | -   | 2-0 | 0-0 | 1-0 | 1-0 | -   | 2-1 | 1-3 | 0-0 | 1-1 | 2-0 | 0-0 | 3-2 | 2-2 | 1-0 | -   | 1-1 |     | -   |
| KS Wetteren                                                | 1-0 | 2-4 | 0-1 | 0-3 | -   | 2-1 | 2-0 | 2-2 | 1-0 | 4-1 | 0-1 | 2-2 | -   | 0-1 | 1-1 | -   | -   | 0-0 |     |
| - Victoire à domicile - Match nul - Victoire à l'extérieur |     |     |     |     |     |     |     |     |     |     |     |     |     |     |     |     |     |     |     |

## Meilleurs buteurs
| Rang | Nom                 | Nationalité | Équipe           | Buts |
| ---- | ------------------- | ----------- | ---------------- | ---- |
| 1er  | Kevin De Broyer     | Belgique    | KSK Renaix       | 20   |
| 2e   | Jurgen Cavens       | Belgique    | Lierse SK        | 17   |
| 3e   | Tibor Tisza         | Hongrie     | Royal Antwerp FC | 15   |
| 4e   | Dalibor Veselinovic | Serbie      | FC Brussels      | 14   |

## Tour final
| Rang | Équipe             | Pts | J | G | N | P | Bp | Bc | Diff |  | Résultats (▼ dom., ► ext.) | EUP | MON | ROU | LOM |
| ---- | ------------------ | --- | - | - | - | - | -- | -- | ---- |  | -------------------------- | --- | --- | --- | --- |
| 1    | AS Eupen           | 13  | 6 | 4 | 1 | 1 | 9  | 4  | +5   |  | AS Eupen                   |     | 2-1 | 3-0 | 1-0 |
| 2    | RAEC Mons          | 8   | 6 | 2 | 2 | 2 | 8  | 8  | 0    |  | RAEC Mons                  | 3-2 |     | 2-2 | 2-1 |
| 3    | KVSK United Lommel | 6   | 6 | 2 | 0 | 3 | 7  | 7  | 0    |  | KVSK United Lommel         | 0-1 | 1-0 | 4-1 |     |
| 4    | KSV Roulers (D1)   | 6   | 6 | 1 | 3 | 2 | 5  | 10 | -5   |  | KSV Roulers                | 0-0 | 0-0 |     | 2-1 |

Leader du tour final journée par journée

## Promotions et relégations pour 2010-2011
Sont relégués en D3 :
- KSK Beveren et RFC Liège.
- KSK Renaix, battu lors du Tour final D2/D3.

Sont promus en D2 :
- KSK Heist (champion DIII série A) et RCS Visé (champion DIII série B).
- Rupel-Boom vainqueur du Tour final D2/D3.